# Поццалья-Сабіна
Поццалья-Сабіна (італ. Pozzaglia Sabina) — муніципалітет в Італії, у регіоні Лаціо,  провінція Рієті.
Поццалья-Сабіна розташована на відстані близько 55 км на північний схід від Рима, 28 км на південь від Рієті.
Населення — 366 осіб (2014).

## Демографія
Населення за роками:

Станом на 1 січня 2023 року в муніципалітеті офіційно проживало 29 іноземців з 8 країн, серед них 24 громадяни країн Євросоюзу.

## Сусідні муніципалітети
- Аскреа
- Кастель-ді-Тора
- Колле-ді-Тора
- Колледжове
- Орвініо
- Паганіко-Сабіно
- Поджо-Мояно
- Скандрилья
- Туранія
- Віваро-Романо